# Объективная сторона преступления
Объективная сторона преступления — это один из элементов состава преступления, включающий в себя признаки, характеризующие внешнее проявление преступления в реальной действительности, доступное для наблюдения и изучения. Объективная сторона преступления может также определяться как «процесс общественно опасного и противоправного посягательства на охраняемые законом интересы, рассматриваемый с его внешней стороны с точки зрения последовательного развития тех или иных событий и явлений, которые начинаются с преступного действия (бездействия) субъекта и заканчиваются наступлением преступного результата».
Как и любой другой поступок человека, преступление имеет объективные (внешние, доступные для стороннего наблюдения) и субъективные (внутренние, представляющие собой психические процессы, протекающие в сознании лица) проявления.
Несмотря на то, что в реальной действительности эти признаки неотделимы друг от друга, в рамках теоретического анализа осуществляется их условное разделение, позволяющее более подробно изучить каждый из признаков в отдельности и определить его значение в общей системе преступного деяния.

## Признаки объективной стороны преступления
К числу признаков объективной стороны относятся:
- действие или бездействие, посягающее на тот или иной объект;
- общественно опасные последствия;
- причинная связь между действием (бездействием) и последствиями;
- способ, место, время, обстановка, средства и орудия совершения преступления.

Как и все остальные признаки состава преступления, признаки объективной стороны закреплены в уголовном законе: в общей части уголовного закона закрепляются признаки, характерные для всех преступлений, а в особенной — те из них, которые присущи лишь деяниям определённого рода. Несомненным является отнесение к общим признакам всех преступлений совершение определённого деяния, то есть поведенческого акта, которое способно причинить ущерб охраняемым уголовным законом общественным отношениям, интересам и благам (объекту преступления) . В уголовном законе получают выражение как общие характеристики деяния (в частности, касающиеся его природы как выраженного вовне акта поведения, а также его осознанного и волевого характера), так и характеристики конкретных деяний, позволяющих индивидуализировать различные преступления.
Вопрос о том, являются ли общими для всех преступлений признаки последствий и причинной связи, является дискуссионным.
Норма особенной части уголовного закона может иметь как формальную, так и материальную конструкцию. В первом случае вредные последствия, причинённые преступлением, не описываются в законе, во втором они указываются в явном виде. В теории уголовного права эти ситуация истолковывается по-разному. Одни учёные заявляют о том, что раз последствия не описаны в законе, то для данного состава эти признаки являются факультативными. Другие же указывают, что любое преступление по определению причиняет какой-либо вред общественным отношениям, и что отсутствие указания на конкретное вредное последствие преступления говорит лишь о том, что существует презумпция наличия в данном составе вредных последствий, и для привлечения лица к ответственности не требуется доказывать их наличия. Во втором случае данные признаки всё же имеют природу обязательных, так как они должны присутствовать в любом преступном деянии; если фактически будет установлено отсутствие вреда охраняемым уголовным законом объектам, деяние должно быть признано малозначительным, а лицо, его совершившее, не может быть привлечено к уголовной ответственности.

## Значение объективной стороны преступления
Поскольку признаки объективной стороны преступления характеризуют внешние проявления преступления, именно они в первую очередь становятся доступными для изучения правоприменителем. Ввиду этого именно эти признаки устанавливаются в первую очередь и определяют квалификацию преступления на первом этапе расследования. Поэтому признаки объективной стороны преступления должны быть чётко и недвусмысленно закреплены в уголовном праве, диспозиции норм уголовного права должны отражать все существенные признаки деяния.
Объективная сторона преступления нередко используется для разграничения преступлений и непреступных посягательств, а также для разграничения деяний, схожих по нарушаемому объекту и совершаемых с одной формой вины. Так, нередко от наличия последствий определённого вида или размера (ущерб в размере больше определённой денежной суммы, тяжкий вред здоровью, иные тяжкие последствия) зависит отнесение деяния к категории преступлений или административных правонарушений. Объективная сторона позволяет разграничить такие преступления, как кража, мошенничество и грабёж, остальные признаки которых являются практически одинаковыми.
Признаки объективной стороны (направленность деяния, причинение определённого рода последствий) позволяют установить объект преступления, те общественные отношения, интересы и блага, на которые оно посягает. Кроме этого признаки объективной стороны могут рассматриваться как квалифицирующие признаки (переводящие преступление в разряд более опасных), т.е. как признаки, дифференцирующие уголовную ответственность, либо влияющие на назначение наказания, определение его вида или размера (т.е. как признаки, индивидуализирующие уголовную ответственность).

## Общественно опасное деяние
Деяние в уголовном праве — акт осознанно-волевого поведения человека в форме действия или бездействия, повлёкший общественно опасные последствия. Деяние является обязательным признаком события преступления и объективной стороны преступления как элемента состава.
Понятие деяния не раскрывается в уголовном законодательстве, однако традиционно выделяются две формы деяния: преступное действие и преступное бездействие. Действие представляет собой активное поведение, бездействие — пассивное.
Преступная сущность деяния определяется его общественной опасностью и противоправностью. Деяние всегда предполагает объективную возможность наступления в результате его совершения определённых вредных последствий для охраняемых уголовным правом объектов.
Деяние может быть осуществлено различными способами. Наиболее распространено физическое воздействие субъекта на других людей или на предметы внешнего мира, однако деяние может также проявляться в написании или произнесении слов (при угрозе убийством, клевете), совершении жестов (оскорбление), а также в пассивном невыполнении возложенной на лицо обязанности.

### Действие
Действие представляет собой некое телодвижение, направленное на достижение определённой цели, либо систему отдельных телодвижений, объединённых единой целью причинения вреда охраняемым законом интересам, благам и общественным отношениям, образующих систему общественно опасного поведения, систему преступной деятельности.

### Бездействие
Вред объектам уголовно-правовой охраны может быть причинен не только путём активного, но и путём пассивного поведения человека: смерть пациента в результате того, что врач не оказал ему медицинскую помощь, причинение вреда здоровью вследствие несоблюдения техники безопасности.
Последствия такого поведения зачастую являются весьма тяжкими: в качестве примеров можно назвать столкновение парохода «Адмирал Нахимов» и сухогруза «Пётр Васёв», столкновение над Боденским озером, повлёкшие многочисленные человеческие жертвы.
Не любое бездействие является преступным и наказуемым. Помимо общего требования о возможности для лица в конкретной ситуации совершить действие, лицо должно быть обязано совершить такое действие в силу прямого указания закона, иного нормативного акта, родственных и иных взаимоотношений, служебных, профессиональных и договорных обязанностей, либо в силу того, что само создало угрозу причинения вреда.

## Общественно опасные последствия
Общественно опасные последствия (преступные последствия, преступный вред) — это имеющие объективно вредный характер изменения объекта уголовно-правовой охраны (общественного отношения, интереса, блага), возникшие в результате совершения преступного деяния.
Общественно опасные последствия в уголовном праве выполняют несколько ролей. Во-первых, от их наступления зависит окончание процесса преступного посягательства. Во-вторых, они характеризуют нарушенное преступлением состояние охраняемого уголовным законом объекта. В-третьих, они являются доступным для объективной оценки критерием определения тяжести деяния, определяющей тяжесть назначенного наказания.
Последствия могут выражаться как в прямом ущербе (экономическом или физическом), для определения которого имеются чётко установленные критерии, так и в комплексном вреде охраняемым объектам (социальном, психическом, организационном).

## Причинная связь
Причинная связь в уголовном праве — это объективно существующая связь между преступным деянием и наступившими общественно опасными последствиями, наличие которой является обязательным условием для привлечения лица к уголовной ответственности.
Лицо может отвечать только за те последствия, которые являются результатом его деяния, которые находятся с ним в причинной связи. Если причинение вреда объекту уголовно-правовой охраны обусловлено не деянием лица, а действиями третьих лиц, влиянием внешних сил, то совершённое деяние не может быть признано преступным, влекущим причинение вреда общественным отношениям.
Нормы о причинной связи редко встречаются в уголовном законодательстве (например, они содержатся в УК Афганистана 1976 года и УК Вьетнама 1980 года). Попытка нормативной регламентации причинной связи в уголовном праве содержится также в Примерном уголовном кодексе США, составленном американским институтом права в статье 2.03, состоящей из десяти пунктов с подпунктами.
Определение причинной связи в теории уголовного права имеет плюралистичный характер, существует большое число теорий причинной связи. Ввиду этого нередко западными юристами провозглашается полный отказ от каких-либо попыток дать общие правила определения наличия причинной связи. Основными историческими теориями причинной связи являются теория исключительной причинности, теория условий, адекватная теория. Также распространение получили теория риска, теория неравноценности условий и диалектико-материалистическая теория.
В российском уголовном праве применяется последняя из названных теорий, согласно которой причиной может являться лишь такое явление, которое в данных конкретных условиях закономерно вызывает наступление определённого последствия: это явление в одинаковых условиях будет с большой вероятностью порождать определённые последствия.

## Факультативные признаки объективной стороны и их значение
Факультативными признаками объективной стороны состава преступления признаются способ, место, время, обстановка, орудия и средства совершения преступления. Факультативность их определяется тем, что далеко не во всех деяниях они имеют юридическое значение и потому по общему правилу они не признаются обязательными элементами составов преступлений. Тем не менее, в отдельных случаях данные признаки могут включаться в конструкцию конкретного состава преступления, приобретая для него роль обязательных или квалифицирующих признаков. Некоторые из этих признаков также выполняют роль обстоятельств, влияющих на размер назначаемого наказания в пределах санкции соответствующей уголовно-правовой нормы.
Факультативные признаки могут называться в уголовном законе в явном виде или неявно вытекать из содержания его норм. Так, неуважение к суду по объективным свойствам самого этого деяния может совершаться лишь во время судебного заседания, хотя прямо об этом в законе может и не говориться.

### Способ совершения преступления
Среди всех факультативных признаков состава именно способ совершения преступления наиболее часто получает отражение в законодательных конструкциях уголовно-правовых норм. Способ совершения преступления — это совокупность используемых при его совершении приёмов и методов, последовательность совершаемых преступных действий, применения средств воздействия на предмет посягательства.
В уголовном законодательстве получают закрепление такие способы совершения преступлений, как включение в документы заведомо ложных сведений, насилие, угрозы, обман и т.д.
Способ может быть признаком, разграничивающим составы преступлений (наиболее характерным примером являются составы хищений: кража, грабёж, разбой и т.д., различающиеся лишь способом посягательства).

### Средства и орудия совершения преступления
Средства и орудия совершения преступления — это те предметы материального мира и процессы, которые используются для преступного воздействия на предмет преступления.
Обычно понятия «орудие» и «средство» выступают в качестве взаимозаменяемых, однако в теории уголовного права между ними проводится разграничение: орудие признаётся разновидностью средств, представляющей собой предметы материального мира. Орудиями считаются оружие и предметы, используемые в качестве такового, транспортные средства и т.д., средствами же — газ, огонь, электричество, радиоактивное излучение и т.д.
Средства и орудия преступления могут оказывать влияние на способ совершения преступления: использование определённых средств и орудий преступления в определённой обстановке достаточно часто определяет характеристики способа совершения преступления.
Следует учитывать, что одна и та же вещь в одних преступлениях может выступать в качестве орудия совершения преступления, а в других — в качестве предмета посягательства. Например, один и тот же пистолет может выступать предметом контрабанды и орудием убийства. Если деяние осуществляется с использованием некоей вещи, то она выступает в качестве орудия преступления. Если деяние направленно воздействует на какую-то вещь или осуществляется в связи с какой-то вещью, она играет роль предмета преступления.

### Место совершения преступления
Место совершения преступления — это некая ограниченная описанными в законе пределами территория, на которой совершается преступное деяние. В качестве места совершения преступления уголовным законом могут называться, например, взрывоопасные объекты, заповедники, континентальный шельф и особая экономическая зона и т.д.
В остальных случаях место совершения преступления является факультативным признаком, влияющим на степень опасности деяния, что учитывается судом при выборе вида и размера наказания.

### Время совершения преступления
Время совершения преступления — это некий временной период, в течение которого совершается или может быть совершено преступление.
В различных уголовно-правовых системах время совершения преступления может определяться временем совершения преступного деяния, временем наступления последствий или более сложным образом.

### Обстановка совершения преступления
Обстановка совершения преступления — это совокупность объективных обстоятельств, в присутствии которых осуществляется преступное деяние. Например, в качестве признака состава преступления может выступать обстановка ведения боевых действий. Некоторые деяния являются преступными лишь при условии их совершения публично, т.е. в обстановке, связанной с присутствием значительного числа сторонних наблюдателей.